# Chow mein
I chow mein (炒麪T, 炒面S, chǎo miànP, lett. "noodle fritti al salto") sono dei noodle fritti originari della cucina cantonese, in Cina.

## Ingredienti

### Pasta
Hanno di solito la forma a sezione rotonda degli spaghetti, rispetto ai quali sono generalmente meno spessi e più lunghi. Gli analoghi chow fun sono a loro volta fritti al salto, ma sono fatti con farina di riso e hanno di solito la forma piatta e larga, tipo le tagliatelle o le pappardelle. La pasta dei chow mein dev'essere in ogni caso lunga, fatta con farina di grano, fresca e con determinati ingredienti l'accostamento migliore può essere la pasta all'uovo.

### Altri ingredienti
La maggior parte degli altri ingredienti variano a seconda della ricetta scelta, quello principale può essere pollo, maiale, manzo o frutti di mare, e per i vegetariani tofu o sole verdure, le quali sono comunque presenti anche nelle precedenti versioni. Gli altri ingredienti variano a seconda dei gusti e dell'ingrediente principale prescelto. Tra i vegetali più utilizzati vi sono carota, cipollotto, cavolo cinese, peperone, broccolo, funghi, piselli, germogli di soia, aglio, castagna d'acqua cinese, sedano cinese, germoglio di bambù, ecc. Tra le salse da scegliere vi sono salsa di pesce, salsa di ostriche, salsa di soia scura e quella leggera. Altri ingredienti utilizzabili sono olio (d'oliva o di sesamo), brodo, farina di mais, amido di mais, zucchero, pepe bianco o nero, peperoncino (fresco, secco o in salsa), altre spezie ecc.

## Cottura
Oltre alle ricette originali che prevedono la pasta fritta al salto assieme agli altri ingredienti, sono diffuse altre tecniche tra cui la bollitura della pasta che viene poi fritta in padella con poco olio, e la frittura in immersione della pasta nell'olio. Tra le varie ricette vi sono quelle internazionali create fuori dalla Cina, molte delle quali non assomigliano a quelle originali cinesi.
Un procedimento molto simile a quello dei chow mein è quello utilizzato per i lo mein, nel quale lo stesso tipo di pasta viene bollita o cotta al vapore prima di essere aggiunta agli altri ingredienti fritti al salto.